# Borgvedel
Borgvedel (dansk) eller Borgwedel (tysk) er en landsby og kommune beliggende omtrent 8 kilometer øst for Slesvig by ved Sliens Store Bredning i Sydslesvig. Administrativt hører kommunen under Slesvig-Flensborg kreds i den nordtyske delstat Slesvig-Holsten. Kommunen samarbejder på administrativt plan med andre kommuner i omegnen i Haddeby kommunefællesskab (Amt Haddeby). I kirkelig henseende ligger byen i Haddeby Sogn. Sognet lå i Arns Herred (Gottorp Amt, Sønderjylland), da området tilhørte Danmark.

## Geografi
Kommunen Borgvedel består af landsbyerne Borgvedel og Stegsvig (Stexwig) med Borgvedelmark og Stegsvigmark samt enkelte steder som gården Østerled el. Østerlede (Osterlieth). Der er flere sommerhuse ned ved Slien.

## Historie
Stednavnet Borgvedel (Bordel) er første gang nævnt 1388 som Borchwich. I 1575/76 dokumenteres navnet på en regning fra domkapitlet i Slesvig. Stednavnet beskriver et til borgen hørende vadested (oldnordisk veðill el. vaðill). Efter en anden forklaring hed efterleddet oprindelig -vig (≈bugt), som senere blev til -vedel. Betydningen ville så være borgens bugt.
Stednavnet Stegsvig blev første gang nævnt 1412. Forleddet er afledt af stege for pæl, stolpe, stang, efterled -vig betegner en bugt. I Stegsvig er der fundet befæstningsanlæg fra vikingetiden. Overfor byen Stegsvig ligger tilsvarende odden Palør (Palørde), der tidligere har været befæstet med pæleværk (palisader).
Gården Østerled el. Østerlede er dannet 1821 af 2 forenede gårde og forøget senere med en helgård fra Stegsvig.

## Esbrem Mose
Lidt syd for Stegsvigmark ligger Esbrem Mose (på tysk Esprehmer Moorde). Mosen er beliggende mellem Esbrem og Gyby ved Hyttenbjerges sydlige kant. Igennem mange generationer er der blevet gravet tørv og mosen blev efterhånden drænet og gravet bort - indtil en del af området blev fredet i 1965. Det fredede areal, som er en godt bevaret renatureret rest af en højmose, er nu på 37,6 ha. Det er hjemsted for forskellige arter såsom bølleblåfugl, spidssnudet frø, hugorm, snog, krikand, hedehøg og hjejle.